# 阿塔·塞奥塔伊
阿塔·塞奥塔伊（？—），男，基里巴斯政治人物，曾任基里巴斯国务委员会主席、代理总统。